# Édit d'Honorius et Théodose
L'Édit d'Honorius et Théodose est un édit émis le 17 avril 418, reçu à Arles le 23 mai, par lequel Honorius renforce le rôle de la cité d'Arles.
 Arles est choisie comme lieu d'assemblée annuelle des sept-provinces, laquelle assemblée doit se tenir chaque année entre le 13 août et le 13 septembre, en présence du préfet du prétoire, des gouverneurs des provinces, des nobles revêtus de dignités officielles et des députés des curies.

## Texte de l'Édit
Il s'agit de la traduction figurant dans l'article Les assemblées nationales dans les Gaules d'Anatole de Barthélemy (1868). 
Honorius et Théodose, augustes, à l'illustre Agricola, préfet des Gaules.
Les très sages avis donnés par ta Grandeur nous ont décidés, parmi les résolutions prises dans l'intérêt de la République, à rendre un décret qui sera exécuté à perpétuité par nos sujets provinciaux, c'est-à-dire dans les Sept-Provinces, sur une mesure qui aurait dû être sollicitée par les provinciaux eux-mêmes. En effet, les intérêts particuliers et publics, les besoins des propriétaires, la gestion des emplois publics exigent que de chaque cité, et non pas seulement de chaque province, les honorati ou des députés se rendent auprès de Ta Grandeur pour conférer avec elle. Nous jugeons donc très opportun et très utile d'ordonner que désormais, chaque année, à une époque déterminée, les Sept-Provinces conservent l'usage de tenir un concilium dans la métropole, c'est-à-dire dans la ville d'Arles : et en cela nous servons les intérêts privés et publics. D'abord, dans cette réunion des citoyens les plus notables, sous la présidence de l'illustre préfet, si les exigences du service public le permettent, on délibérera utilement sur chaque objet ; ce qui aura été délibéré et adopté après discussion ne pourra être ignoré des provinces, et d'ailleurs il est nécessaire que les règles d'équité et de justice soient également appliquées aux absents. En outre, nous croyons grandement contribuer à l'avantage des relations sociales en choisissant la ville constantinienne pour le lieu de ce concilium annuel. L'heureuse position de cette ville, l'importance de son commerce, l'affluence des étrangers font que les productions de tous les pays s'y rencontrent en abondance ; et si la Province s'enorgueillit de la grande fertilité de son sol, elle ne peut refuser à la ville d'Arles une sorte de fécondité particulière. C'est là que le riche Orient, l'odorante Arabie, l'élégante Assyrie, la fertile Afrique, la belle Espagne, la valeureuse Gaule apportent leurs plus précieux trésors, et les y entassent en si grande abondance que l'on pourrait considérer comme naturels à cette ville les produits qui font l'honneur de ces contrées. Ajoutons que le Rhône coule sous ses murs, et que la Méditerranée baigne ses rivages ; ainsi la mer qui l'avoisine et le fleuve qui la traverse, la rapprochent des autres pays et semblent l'unir à eux. Cette cité reçoit donc le tribut des principales richesses du monde que lui apportent de toutes parts la voile, la rame, les chariots, la terre, la mer et le fleuve : comment notre Gaule n'accepterait-elle pas comme un bienfait le décret qui fixe l'assemblée dans cette ville privilégiée du ciel ou se trouvent tous les objets nécessaires aux usages de la vie et ou commerce ? Cette mesure avait déjà été établie, approuvée et mise en vigueur par une sage résolution de l'illustre préfet Pétronius, mais elle tomba en désuétude par les malheurs du temps, et les désordres des usurpateurs : notre prudente autorité ordonne de la rétablir aujourd'hui, Ô Agricola, père très cher et très aimé. Ton illustre Grandeur se conformant donc à notre ordonnance, et à la disposition prise jadis par ton prédécesseur, la fera observer à perpétuité par les Sept-Provinces de cette manière: entre les ides d'août et les ides de septembre, à des jours fixés dans cet intervalle, les honorati, les propriétaires et les juges de chaque province se réuniront chaque année en concilium dans la ville d'Arles. Quant à la Novempopulanie et à la seconde Aquitaine, provinces très éloignées, si les juges sont retenus par des occupations légitimement prouvées, elles devront, selon la coutume, envoyer des députés. Nous croyons, par cette mesure, être favorables aux intérêts de nos provinciaux, et ajouter grandement à la splendeur de la ville d'Arles qui, au témoignage de notre père et patrice, a par sa fidélité acquis des droits incontestables à notre reconnaissance. Que Ta Grandeur sache aussi qu'une amende de cinq livres d'or sera imposée à tout juge qui aura différé de se rendre au lieu prescrit et à l'époque déterminée : cette amende sera de trois livres d'or pour les honorati et les curiales.
Donné le 15 avant les calendes de Mai ; reçu à Arles le 10 avant les calendes de Juin. Les augustes Honorius, consul pour la 12e fois, et Théodose pour la 8e.